# Personalizacja (informatyka)
Personalizacja – dostosowanie programu (jego ustawień, sposobu zachowania lub wyglądu) do indywidualnych potrzeb użytkownika. Personalizacja może także dotyczyć strony internetowej, kiedy jej zawartość lub sposób jej wyświetlania zależy od korzystającego użytkownika.
W celu zidentyfikowania użytkownika i tym samym dopasowaniu strony do jego potrzeb stosuje się logowanie lub tzw. ciasteczka.